# آبشار گالبودا
آبشار گالبودا (به انگلیسی: Galboda Falls) آبشاری است که در سری‌لانکا واقع شده و ارتفاع کلی ریزشگاه آن ۳۰ متر است.

## نگارخانه

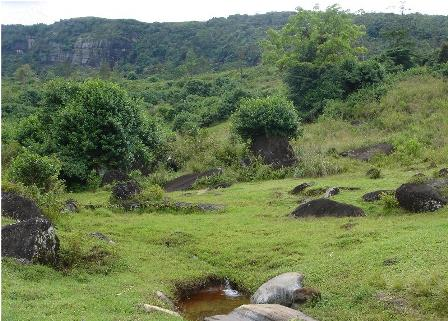
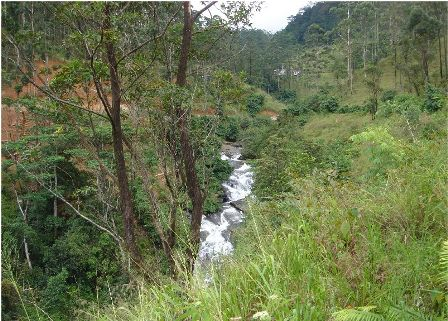
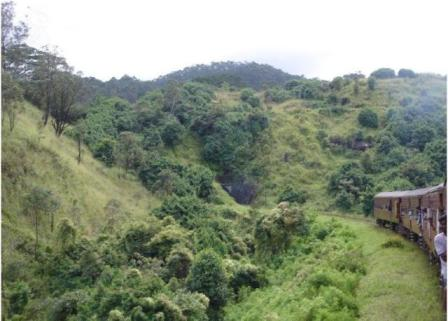
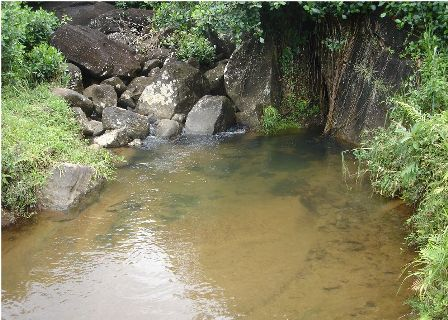